# Concordia (divinità)

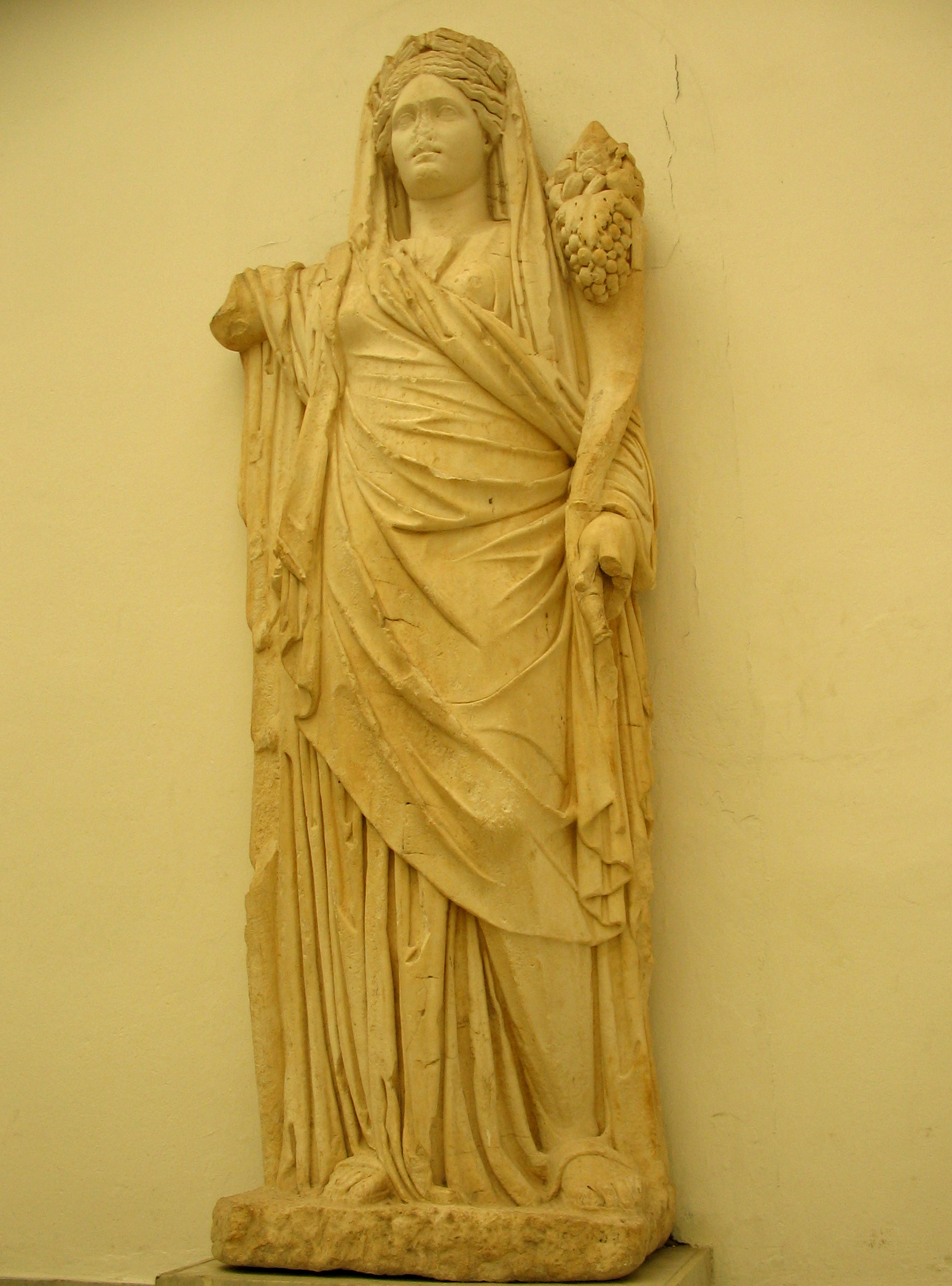
Concordia (Museo nazionale del Bardo, Tunisi). Al rovescio Lucio Emilio Paolo il vincitore di Pidna, con Perseo di Macedonia ed i figli. La concordia probabilmente si riferisce alla sconfitta di Catilina, alla battaglia di Pistoia.

La Concordia è una figura della mitologia romana, era lo spirito dell'armonia della comunità (corrisponde a Armonia nella mitologia greca).
Veniva rappresentata come una matrona in posizione seduta che reggeva un ramo d'olivo e la Cornucopia. 
A volte, è raffigurata fra due membri della famiglia Imperiale in carica nell'atto di stringere loro la mano.

## Storia
Nel 367 a.C. le fu dedicato un tempio, nel Foro Romano dal console Marco Furio Camillo dopo l'approvazione delle Leges Liciniae Sextiae.
Un altro altare a lei consacrato si ergeva su una delle vette del Campidoglio.
Quest'ultimo era stato costruito da Lucio Manlio nel 216 a.C., per ricordare la fine di una ribellione delle truppe nella Gallia Cisalpina.
Il tempio fu restaurato da Lucio Opimio nel 121 a.C.. Sappiamo che Augusto ordinò nell'11 a.C. di collocare una statua in onore della Concordia a Roma.
Nel 10 d.C. l'imperatore Tiberio le dedicò il tempio nuovamente restaurato con l'epiteto di Concordia Augusta, nome che da quel momento le rimase per sempre.
(Gaio Svetonio Tranquillo, De vita Caesarum , Tiberio,20)
In epoca imperiale fu istituito il culto della Concordia Augusta, istituzione molto importante per la dinastia regnante. Numerose furono le iscrizioni alla stessa dedicate, per ingraziare la dea ai membri della famiglia imperiale.

## In arte e monetazione
La dea Concordia era rappresentata seduta, con indosso un lungo mantello e tenendo in mano una patera (coppa sacrificale), una cornucopia (simbolo della prosperità), o un caduceo (simbolo della pace). Era spesso mostrata tra due altre figure, normalmente posta in mezzo a due membri della famiglia reale, tenendo le loro mani. Era associata ad un paio di dee, come la Pax e la Salus oppure la Securitas e la Fortuna. Gli ultimi due concetti (sicurezza e fortuna) potevano essere rappresentati anche con Ercole o Mercurio. Notevole fu la produzione della dea Concordia anche nella monetazione imperiale romana, come ad esempio tra i due Augusti Marco Aurelio e Lucio Vero o tra gli eserciti.
| Rappresentazioni monetali imperiali romane | Rappresentazioni monetali imperiali romane | Rappresentazioni monetali imperiali romane | Rappresentazioni monetali imperiali romane | Rappresentazioni monetali imperiali romane            | Rappresentazioni monetali imperiali romane    | Rappresentazioni monetali imperiali romane                                                 |
| Immagine                                   | Valore                                     | Dritto | Rovescio | Datazione                                             | Peso; diametro                                | Catalogazione                                                                              |
| ------------------------------------------ | ------------------------------------------ | --- | --- | ----------------------------------------------------- | --------------------------------------------- | ------------------------------------------------------------------------------------------ |
|                                            | Æ Sesterzio                                | il tempio della Concordia, con la dea Concordia seduta verso sinistra su un trono, tiene una patera ed uno scettro, sopra un altare all'interno di una facciata a sei colonne, posta su un podio; all'entrata due statue di Ercole e Mercurio; in alto le statue di Giove, Giunone e Minerva oltre alle Vittorie; | TI CAESAR DIVI AUG F(ilii) AUGUST PM TR POT XXXVII, una grossa S C al centro; | 35-36;                                                | 26.44 gr, 6 h;                                | RIC Tiberius, 61; BMCRE 116; Cohen 69.                                                     |
|                                            | Æ Sesterzio                                | C CAESAR AVG GERMANICVS PON M TR POT, testa laureata verso sinistra; | AGRIPPINA, DRVSILLA e IVLIA S C, le tre sorelle di Caligola rappresentate come le tre dee della Securitas, Concordia e Fortuna; Agrippina appoggiata ad una colonna, tiene una cornucopia, e mettendo la mano sinistra sulla spalla di Drusilla; quest'ultima tiene una patera ed una cornucopia; Giulia Livilla tiene un timone ed una cornucopia. | 37/38                                                 | 27.92 gr;                                     | RIC Caligula, I 33; BMCRE 36; CBN 47, pl. XIII; Cohen 4.                                   |
|                                            | denario                                    | IMP Nerva CAES AUG P M TR P COS II P P, testa laureata verso destra. | CONCORDIA EXERCITVVM, mani che si stringono. | 96                                                    | 18 mm, 3.57 gr.                               | RIC Nerva, II 2; RSC 16.                                                                   |
|                                            | Aureo                                      | IMP CAES TRAIAN HADRIANO AVG DIVI TRA(iani) PART(hicus) F(ilii), testa laureata verso destra, busto con mantello e corazza. | DIVI NER(ae) NEP(oti) P M TR P COS, la Concordia seduta a sinistra con una patera ed alcune cornucopiae sotto la sedia, la statua della Speranza dietro; CONCORD(ia) in esergo. | 117-118                                               | 7 gr;                                         | RIC Hadrianus, II, 14.                                                                     |
|                                            | Denario                                    | SABINA AVGUSTA, testa di Vibia Sabina con diadema, busto con drappeggio. | CONCOR-DIA AVG, la dea Concordia seduta verso sinistra, tiene una patera ed uno scettro, una cornucopia sotto il trono. | 128-134                                               | 18 mm, 3.34 gr, 6 h; zecca di Roma.           | RIC Hadrianus, II, 399a (Hadrian) var. (senza cornucopia); RSC 24 var. (senza cornucopia). |
|                                            | Denario                                    | L.AELIUS CAESAR, testa verso destra. | Tribunicia potestas COS II, la dea Concordia seduta a sinistra, tiene una patera nella sua destra e appoggia il gomito sinistro su una cornucopia; CONCORD(ia) in esergo. | 137                                                   | 3.29 gr, 6 h;                                 | RIC Hadrianus, II, 436 (Hadrian); BMC 981 (Hadrian); Cohen 1; Hill 837.                    |
|                                            | sesterzio                                  | IMP CAES L AVREL VERVS AVG, testa nuda di Lucio Vero verso destra indossa un'egida, visto da dietro; | CONCORD AVGVSTOR(um) TR P, COS II in eserguo, S C ai lati, Marco Aurelio (a sinistra) e Lucio Vero (a destra) in piedi, uno di fronte all'altro si stringono le mani. | 161                                                   | 25.90 gr;                                     | RIC Lucius Verus e Marcus, 1283; MIR 18, 16-16/11; Banti 18; BMCRE 857; Cohen 27.          |
|                                            | aureo                                      | IMP CAES P SEPT GETA PIVS AVG, testa laureata verso destra di Geta, busto con aegis (collare); | CONCORDIAE AVGG, Caracalla e Geta in piedi, uno di fronte all'altro, ognuno in tenuta militare che tengono una lancia nella mano sinistra, e si stringono le mani. | 209/210                                               | 19 mm, 7.41 gr, 6 h (zecca di Roma);          | RIC Geta, IV 73b; Calicó 2876; BMCRE p. 360 note.                                          |
|                                            | denario                                    | IMP CM COLD PUPIENUS AVG, testa verso destra con alloro sul capo, drappeggio sulle spalle; | CONCORDIA AUGG(ustorum), la dea Concordia seduta verso sinistra, tiene una patera e due cornucopie. | coniato nel 238 (zecca di Roma antica, 1ª emissione); | 19 mm, 2.82 gr, 1 h;                          | RIC Pupienus, IV 1; RSC 6.                                                                 |
|                                            | antoniniano                                | IMP C P LIC GALLIENVS AVG, testa di Gallieno con corona radiata verso destra, il busto con drappeggio e corazza; | CONCORDIA AVGG(ustorum), le mani che si stringono in segno di accordo. | 253/254                                               | 3.05 g (Zecca di Roma antica);                | RIC, Gallienus, V pt. 1, 131; Göbl 13t; RSC 125.                                           |
|                                            | antoniniano                                | IMP C P LIC GALLIENVS AVG, testa di Gallieno con corona radiata verso destra, il busto con drappeggio e corazza; | CONCORDIA EXERCIT, la Concordia in piedi verso sinistra, tiene una patera ed una doppia cornucopia. | 253/254                                               | 3.05 g (Zecca di Roma antica);                | RIC, Gallienus, V pt. 1, 132, Göbl 15v; RSC 131a.                                          |
|                                            | antoniniano                                | IMP DIOCLETIANVS SP AVGVSTVS, testa radiata, busto con drappeggio e corazza verso destra. | CONCORDIA MILITUM, L'iimperatore Diocleziano in piedi verso destra, tiene uno scettro e riceve la Vittoria su un globo da Giove rivolto verso sinistra che tiene uno scettro; in esergo Δ ·XXI. | 291                                                   | 20 mm, 3.40 gr, 5h (zecca di Eraclea Sintica) | Cfr. RIC V 284.                                                                            |

### Curiosità
La rappresentazione su una moneta della Gens Aemilia (denario di Lucio Emilio Lepido Paolo) della dea Concordia è stata ripresa da Laura Cretara per il diritto delle 1000 lire del 1970 "Roma Capitale"